# Olia Tira
Olia Tira (nacida el 1 de agosto de 1988 en Potsdam, Alemania Oriental) es una cantante residente en Moldavia.

## Biografía
Tira nació en 1988 en una familia militar Soviética en Potsdam, Alemania Oriental. Pasó algunos años allí y luego se fue a Chisináu. Apareció por primera vez en festivales y conciertos cuando tenía 14 años.
Tira fue al colegio en Cahul y al mismo tiempo estudió en la Academia de Música, Teatro y Artes de Chisináu.
El primer álbum de Tira, Your Place or Mine?, fue lanzado en diciembre de 2006 por Nordika Multimedia. Todas las canciones las escribió Ruslan Taranu.

## Eurovisión

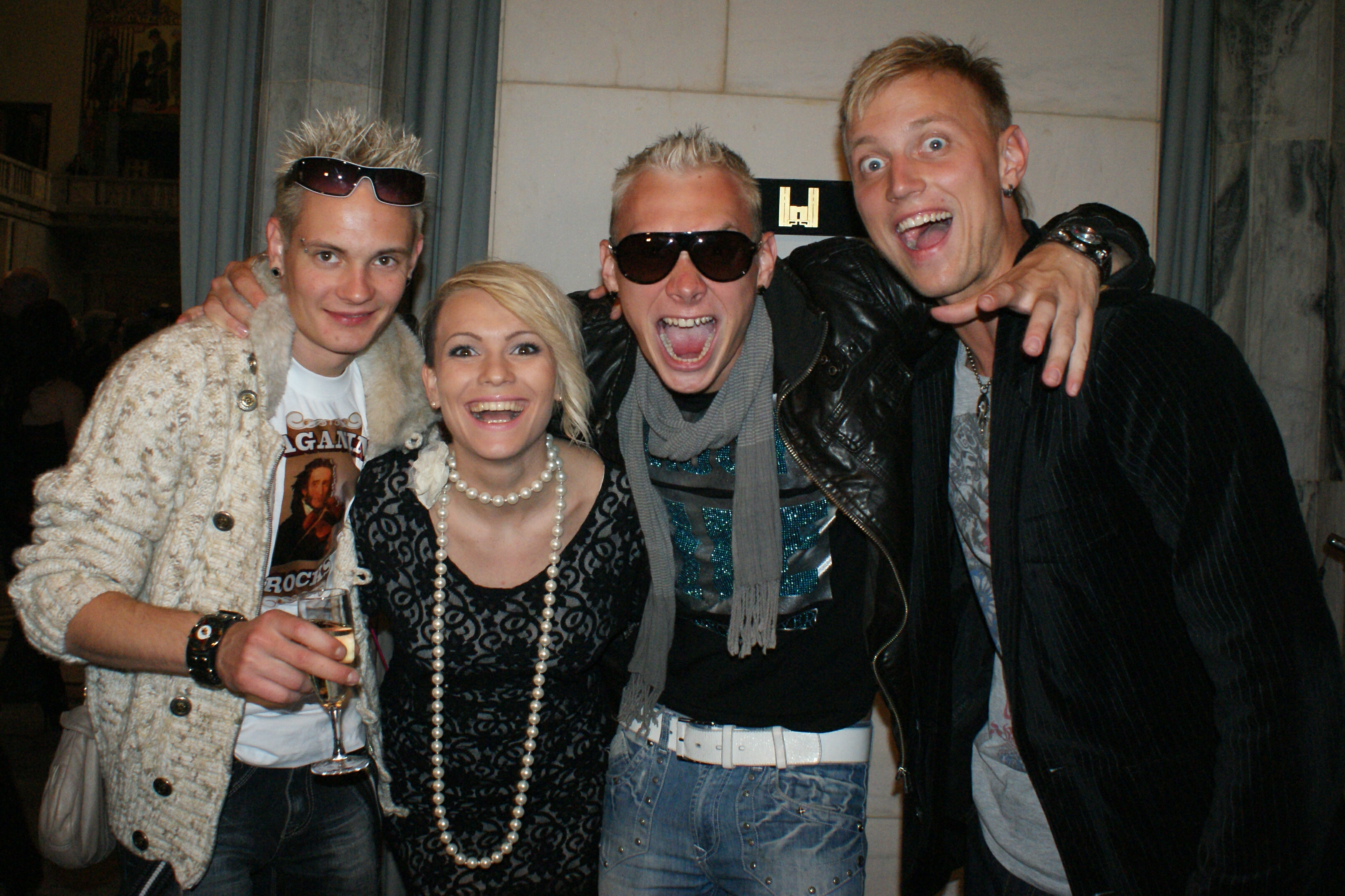
Sun Stroke Project y Olia Tira en la fiesta de inauguración de Eurovision 2010 en Oslo

Tras participar en las finales nacionales moldavas de 2006 y 2007 y acabar cuarta en la de 2009 con Unicul Meu, fue elegida para representar a Moldavia en Eurovisión 2010, junto con SunStroke Project. Acabaron en vigesimosegunda posición en la final.